# Самуэль Фридьоунссон
Самуэль Каури Фридьоунссон (исл. Samúel Kári Friðjónsson; род. 22 февраля 1996, Рейкьянесбайр, Сюдюрнес) — исландский футболист, полузащитник клуба «Атромитос» и сборной Исландии. Участник чемпионата мира 2018 года.

## Клубная карьера
Самуэль Фридьоунссон — воспитанник клуба «Кеблавик». 26 мая 2013 года в матче против «Валюра» он дебютировал в чемпионате Исландии. В том же году Самуэль перешёл в английский «Рединг», где выступал за молодёжную команду. Летом 2017 года в поисках игровой практики Самуэль Фридьоунссон присоединился к норвежской «Волеренге». 2 июля в матче против «Бранна» он дебютировал в Типпелиге. 24 сентября в поединке против «Бранна» Самуэль забил свой первый гол за «Волеренгу».

## Международная карьера
14 января 2018 года в товарищеском матче против сборной Индонезии Самуэль дебютировал в сборной Исландии.
В 2018 году Фридьоунссон принял участие в чемпионате мира в России. На турнире он был запасным и на поле не вышел.